# Долува (підрозділ окружного секретаріату)
Підрозділ окружного секретаріату Долува — підрозділ окружного секретаріату округу Канді, Центральна провінція, Шрі-Ланка. Складається з 33 Грама Ніладхарі.